# أوكسي رباعي فلوريد الزينون
أوكسي رباعي فلوريد الزينون هو مركب كيميائي غير عضوي، مركب غير مستقر شديد التفاعل، يتحلل في الماء ليعطي محاليل مسببة لتآكل مثل فلوريد الهيدروجين.
{\displaystyle {\rm {2XeOF_{4}+4H_{2}O\longrightarrow 2Xe+8HF+3O_{2}}}}
بالإضافة إلى ذلك، يتم تشكيل بعض الأوزون والفلور أيضًا. ويعد هذا التفاعل خطيراً للغاية ، وبالتالي يجب أن يتم حفظ رباعي أوكسي فلوريد الزينون بعيداً عن أي أثر لبخار الماء أو الماء في جميع الظروف.